# Göringen
Göringen is een dorp in de Duitse gemeente Eisenach in  Thüringen. Het dorp fuseerde in 1973 met Wartha en ging vervolgens in 1994 op in de stad Eisenach.
Het dorp ligt vlak bij de grens met Hessen. Voor Die Wende liep hier de Duits-Duitse grens. Deel van de grensbewaking was een bouwwerk over de Werra dat na de hereniging dienst doet als voetgangersbrug.